# Lepraria obtusatica
Lepraria obtusatica är en lavart som beskrevs av Tønsberg. Lepraria obtusatica ingår i släktet Lepraria och familjen Stereocaulaceae.   Inga underarter finns listade i Catalogue of Life.